# Familia Vergós

Retablo de San Sebastián y Santa Tecla, encargo del canónigo Sorts para su capilla de la catedral de Barcelona; contratado por Jaume Huguet, las secciones principales están atribuidas a Rafael Vergós.

Los Vergós fueron una familia de pintores catalanes de los siglos XV y XVI que desarrollaron su actividad en la ciudad de Barcelona. Fueron los últimos representantes de la pintura catalana cuatrocentista, sin proyección hacia el futuro, ya que las nuevas tendencias pictóricas no encontraron en Cataluña un terreno donde desarrollarse.

## Integrantes
Destacaron especialmente los hermanos Francesc Vergós (I) y Jaume Vergós (I) (? - Barcelona, 1460), sus hijos respectivos Francesc Vergós (II) y Jaume Vergós (II) (Barcelona,? - 1503) y los de este último: Pau Vergós (Barcelona, 1463 (?) - 1495 ) y Rafael Vergós (Barcelona,? - 1500).

## Colaboración con Jaume Huguet
Jaume Huguet fue uno de los más grandes artistas de la Edad Media en toda Europa. Se puede afirmar, que toda la pintura gótica barcelonesa de la segunda mitad del siglo XV e inicios del XVI salió de su taller o de sus continuadores. La técnica pictórica que desarrollaron los Vergós deriva claramente de la del maestro Huguet, con el que alguno de ellos colaboró en su taller. Las relaciones entre ambas partes son conocidas desde que Huguet fue testigo del primer casamiento de Jaime Vergós (II).
La estrecha relación de los miembros de la familia Vergós con el taller de Jaume Huguet representa una gran dificultad a la hora de discernir muchas de las obras de los diferentes miembros de la familia, debido a la poca documentación de la época, el corto número de obras conservadas y a la multitud de asociaciones entre talleres y artistas.

## Obra atribuida
Francesc Vergós (I) primer miembro conocido de la familia, tenía taller abierto en 1407 y consta que en 1417 tenía un aprendiz de nombre Francisco Llunell. En colaboración con Joan Antigó y Honorat Borrassà pintó el retablo de San Miguel de Castelló de Ampurias, conservado en el Museo de Arte de Gerona.
Jaume Vergós (I) es conocido como pintor de cortinas y paños funerarios desde 1422. El 17 de agosto de 1434 fue nombrado pintor abanderado del Consejo de Ciento de la ciudad de Barcelona, una actividad que alternó con Gabriel Alemany. Mediante su testamento de 21 de julio de 1460 se conoce su actividad al frente de su tienda de la calle Ancha donde realizaba palios, retablos y oratorios. En el documento se mencionan unas pinturas de la Virgen acompañada de San Benito, Santa Catalina y Santa Eulalia llevando una corona blanca con fondo dorado. Fue considerado como pintor de mérito en la primera mitad del siglo XV.
Francesc Vergós (II) continuó los trabajos de su tío Jaume Vergós (I) y pintó también varios retablos, solo o en colaboración con otros artistas. Obra atribuida:
- Retablo de la Santa Cruz (1443) para la capilla del Hospital de la Santa Cruz de Barcelona, en colaboración con Pere Terrers.
- Pinturas del sepulcro de Antoni Tallander (1446).
- Pinturas sobre la puerta principal de la Basílica de Santa María del Mar (1446), en colaboración con Joan Cabrera.

Jaume Vergós (II) (~ 1424 a 1503), hijo de Jaume Vergós (I), heredó de su padre el cargo de pintor abanderado de la ciudad. Participó con otros pintores en la decoración pictórica del Palacio Real de Barcelona en 1464. El 25 de abril de 1494, la viuda de Huguet lo nombró albacea de su patrimonio, lo que demuestra la íntima relación entre ambas familias. Fue nombrado consejero de la ciudad en 1502.
En 1476 pintó para la cofradía del Santo Espíritu de Cervera dos estandartes usados como insignia de guerra en la Edad Media, «hermosament pintats». Su obra pictórica posterior ha llegado siempre referenciada en asociación con los sus hijos o de otros artistas. Algunos autores le atribuyen los dibujos del Llibre d'administració de les places  que se puede ver en el Museo de Historia de Barcelona. A raíz de su segundo matrimonio, se unieron a su nombre y a su taller sus hijastros Joan y Climent Domènech, cuya obra personal es absolutamente desconocida. La obra atribuida a Jaume Vergós (II) es:
- «Retablo de los pelaires» para el Convento de Sant Agustí Vell de Barcelona, en 1495, con la colaboración de sus hijos Pau y Rafael.
- Colaboró en la finalización del Retablo de San Esteban Protomártir de la iglesia de San Esteban de Granollers, contratado en 1493 a su hijo Pau y acabado en 1500 tras la muerte de sus dos hijos Pau y Rafael que lo habían empezado.[3]
- En la iglesia de Sant Esteve de la Doma, en La Garriga, se encuentra un retablo de la misma temática hecho probablemente por algún discípulo de los Vergós y que todavía hoy se puede ver en el emplazamiento original.[4]
- Terminación en 1499 del Retablo del Monasterio de San Jerónimo del Valle de Hebrón, inacabado por Jaume Huguet y también conjuntamente con su hijo Rafael.
- Retablo mayor del monasterio de Jonqueres, con Pere Alemany y su hijo Rafael.

Pau Vergós (~1463 - 1495) su actividad pictórica comenzó el 1491. 
- Trabajó conjuntamente con su padre y hermano Rafael y contrató el 11 de mayo de 1493 el Retablo de San Antonio para el Convento de Sant Agustí Vell de Barcelona, un contrato de seis años que no llegaría a finalizar.
- A partir del 1493 le encargan el Retablo de San Esteban Protomártir de Granollers, que continuaron su padre y su hermano Rafael cuando Pau murió el 1495.[3] De las tablas que se conservan, algunos autores le atribuyen las figuras de los cuatro profetas, si bien otros historiadores del arte como José Gudiol Ricart o Joan Ainaud de Lasarte se las atribuyen a Joan Gascó. De este retablo se conservan catorce tablas en el Museo Nacional de Arte de Cataluña.[5]

Rafael Vergós es el miembro de la familia de quien más noticias se tienen sobre contratación de retablos. Trabajó solo, con su padre y hermano, o con otros artistas en el entorno del taller de Jaume Huguet. Consta su participación en el Retablo de San Esteban Protomártir de Granollers, si bien no lo terminó, ya que murió en 1500 sin haber llegado a la cuarentena y después de dictar testamento el 29 de abril de 1500.
Aparte de la obra elaborada conjuntamente con su padre, se le atribuye:
- Puertas del órgano de Santa María del Mar, junto con Pere Alemany.
- Retablo de Santa Justa y Santa Rufina, de la iglesia de Lliçà d'Amunt, conservado en el Museo Diocesano de Barcelona.[7]
- El pequeño Retablo de la Virgen del Rosario para la Capilla Redonda de Vic, en 1492 junto con Pere Alemany.[8]
- Retablo de San Miguel de la capilla de Montpalau, en 1498.
- Retablo de San Sebastián y Santa Tecla para el claustro de la catedral de Barcelona, actualmente en la capilla que lleva el mismo nombre. Fue elaborado en el taller de Jaume Huguet, si bien se considera obra prácticamente íntegra de Vergós. Se estructura en tres calles, predela y guardapolvo. En la calle central, arriba se muestra Jesús entre los doctores y debajo, los santos titulares San Sebastián y Santa Tecla con el donante orando arrodillado ante ellos. En la calle izquierda, desde arriba, santa Tecla en el foso de los leones, santa Tecla en la hoguera y san Nicasio. En la calle derecha, san Sebastián destruyendo los símbolos, el martirio de san Sebastián y san Roque. En la predela, desde la izquierda, san Miquel arcángel, María Magdalena, Ecce Homo, Juan Evangelista, Santa Bárbara. En las puertas laterales se muestran Juan Bautista, a la izquierda, y San Andrés a la derecha. En la parte central del guardapolvo hay una Anunciación, también está decorado con seis símbolos del gremio de constructores.[9]
- Retablo de la Transfiguración de la catedral de Tortosa, contratado en 1498 junto a Pere Alemany.[10]